# Observation Peak
Observation Peak är en bergstopp i Kanada.   Den ligger i provinsen Alberta, i den centrala delen av landet, 3 000 km väster om huvudstaden Ottawa. Toppen på Observation Peak är 3 174 meter över havet, eller 659 meter över den omgivande terrängen. Bredden vid basen är 22,1 km.
Terrängen runt Observation Peak är bergig åt nordväst, men åt sydost är den kuperad. Trakten runt Observation Peak är nära nog obefolkad, med mindre än två invånare per kvadratkilometer.. Det finns inga samhällen i närheten. 
Trakten runt Observation Peak består i huvudsak av gräsmarker.